# Warcraft
Warcraft est une série de jeux vidéo développée et publiée par Blizzard Entertainment. Le premier jeu de la série — Warcraft: Orcs and Humans — est un jeu de stratégie en temps réel, publié en 1994, reprenant le système de jeu de Dune II en le transposant dans un univers médiéval-fantastique s'inspirant notamment de Warhammer et de Donjons et Dragons. Celui-ci rencontre un certain succès commercial qui permet à Blizzard Entertainment de développer une suite — Warcraft II: Tides of Darkness — qui est publiée en 1995. Le succès de cette dernière permet au studio de s'élever au niveau des meilleurs développeurs de jeux vidéo et crée une rivalité avec la série Command and Conquer de Westwood, rivalité qui contribue à populariser le genre.
Souhaitant profiter du succès rencontré par l'univers qu'ils ont créé, Blizzard Entertainment commence ensuite à développer un jeu d'aventure se déroulant dans l'univers de Warcraft baptisé Warcraft Adventures: Lord of the Clans. Celui-ci est finalement abandonné après plusieurs années de développement, le studio se rendant compte que le jeu est « en retard de trois ans » par rapport à la concurrence. Le scénario du jeu est cependant utilisé lors du développement du troisième épisode de la série — Warcraft III: Reign of Chaos — qui est publié en 2002. Blizzard n'abandonne pas non plus l'idée de développer d'autres types de jeu basés sur l'univers de Warcraft. Ils publient ainsi un MMORPG baptisé World of Warcraft se déroulant dans le même univers et dont le scénario fait suite à celui de Warcraft III. Celui-ci rencontre un formidable succès, propulsant le studio à un niveau de popularité encore jamais atteint. Le jeu dépassera ainsi les dix millions d'abonnés et reste l'un des jeux les plus célèbres dans le monde. Blizzard a également développé un jeu de cartes à collectionner basé sur l'univers de Warcraft — baptisé Hearthstone: Heroes of Warcraft — qui est publié en 2014.
Outre les jeux vidéo, la franchise Warcraft inclut également de nombreux romans, des comics, des mangas, des jeux de société et des jeux de rôle. Un film, baptisé Warcraft : Le Commencement, est sorti le 25 mai 2016 en France, le 10 juin dans le reste du monde.

## Liste des jeux

### Jeux publiés
- 1994 : Warcraft: Orcs and Humans sur MS-DOS et Mac OS
- 1995 : Warcraft II: Tides of Darkness sur MS-DOS et Mac OS
- 1995 : Warcraft II: Beyond the Dark Portal (extension) sur MS-DOS et Mac OS
- 1997 : Warcraft II: The Dark Saga sur Sega Saturn et PlayStation
- 1999 : Warcraft II: Battle.net Edition sur Windows
- 2002 : Warcraft III: Reign of Chaos sur Windows et Mac OS
- 2003 : Warcraft III: The Frozen Throne (extension) sur Windows et Mac OS
- 2004 : World of Warcraft sur Windows et Mac OS
- 2007 : World of Warcraft: The Burning Crusade (extension)
- 2008 : World of Warcraft: Wrath of the Lich King (extension)
- 2010 : World of Warcraft: Cataclysm (extension)
- 2012 : World of Warcraft: Mists of Pandaria (extension)
- 2014 : Hearthstone: Heroes of Warcraft sur Windows, Mac OS X, iOS et Android
- 2014 : World of Warcraft: Warlords of Draenor (extension)
- 2016 : World of Warcraft: Legion (extension)
- 2018 : World of Warcraft: Battle for Azeroth (extension)
- 2020 : Warcraft III: Reforged (version remasterisée de Warcraft III et son extension)
- 2020 : World of Warcraft: Shadowlands (extension)
- 2022 : World of Warcraft: Dragonflight (extension)
- 2023 : Warcraft Rumble (jeu mobile)
- 2024 : World of Warcraft: The War Within (extension)

### Jeu annulé
- Warcraft Adventures: Lord of the Clans

## Trame

### Univers
Warcraft prend place dans un monde imaginaire de type médiéval-fantastique créé par Blizzard Entertainment et inspiré de Donjons et Dragons,Warhammer et Le Seigneur Des Anneaux,. L'histoire retrace l'invasion du royaume Humain d'Azeroth par les Orcs venus du monde parallèle de Draenor.

### Factions

#### La Horde
La Horde des Orcs est un peuple de guerriers, originaire du monde de Draenor, divisé par de nombreuses querelles entre clans. Leurs puissants sorciers se consacrent à des recherches occultes qui finissent par porter leurs fruits le jour où ils découvrent une faille débouchant sur un monde parallèle. Après plusieurs années de recherche ils réussissent à créer un portail entre les dimensions et partent explorer l'autre monde, découvrant ainsi la région d'Azeroth. Après une première incursion facilement repoussée par les chevaliers Humains, les Orcs restent à l'écart d'Azeroth jusqu'à ce qu'un chef de guerre décide d'unifier la Horde et de faire appel aux puissants sorciers de Draenor afin de retraverser le portail. L'invasion provoque la chute d'Azeroth, les Humains fuyant alors par la mer en direction du Royaume de Lordaeron. Sous le commandement d'Orgrim Doomhammer, les Orcs partent à la conquête de Lordaeron mais doivent faire face à une alliance regroupant Humains, Hauts-Elfes et Nains. Pour les vaincre, les Orcs font appel à de nouveaux alliés, dont les Trolls de Zul'jin, les Ogres de Cho'Gall et les Gobelins, qui intègrent la Horde,. Du fait de dissensions dans la Horde, les Orcs sont finalement repoussés par l'Alliance et le portail est détruit. Sur Draenor, le sorcier Ner'zhul, aidé par Grom Hellscream, parvient cependant à réunifier la Horde et à ouvrir un nouveau portail pour repartir à la conquête d'Azeroth. L'Alliance parvient à nouveau à l'arrêter avant d'envoyer une armée détruire le portail se trouvant sur Draenor. Ner'zhul tente alors d'en ouvrir de nouveaux mais provoque un cataclysme qui ravage Draenor.
Après leur défaite, les Orcs restants sur Azeroth sont emprisonnés dans des camps et perdent peu à peu leur soif de sang. Aidé par Grom Hellscream et Orgrim Doomhammer, un ancien esclave appelé Thrall parvient finalement à libérer les Orcs avant de les mener vers la région de Kalimdor. Dans leur périple, les Orcs trouvent de nouveaux alliés comme les Trolls et les Taurens. Sous l'égide de Medivh, la Horde s'allie ensuite à l'Alliance et aux Elfes de la nuit afin de lutter contre la Légion Ardente, commandée par le démon Archimonde.
Après la chute d'Archimonde, cette nouvelle alliance ne tarde cependant pas à se fissurer, la Horde se retrouvant à nouveau opposée à l'Alliance. Les Orcs sont alors rejoints par de nouvelles factions dont notamment les Réprouvés, un groupe de morts-vivants mené par Sylvanas Coursevent, et les Elfes de sang. Dans World of Warcraft, la Horde est ainsi constituée :
- Des Orcs ;
- Des Trolls des Jungles Sombrelance ;
- Des Taurens ;
- Des Gobelins ;
- Des Morts-vivants Réprouvés ;
- Des Ogres ;
- Des Mok’nathal (croisement entre les Orcs et les Ogres) ;
- Des Elfes de sang ;
- Des Taunkas ;
- Des Pandarens Huojin ;
- Des Orcs Mag’har ;
- Des Elfes Sacrenuit ;
- Des Taurens de Haut-Roc ;
- Des Trolls des Montagnes Zandalari ;
- Des Trolls Amanis Vengebroche.

#### L'Alliance
Les Humains sont originaires d'Azeroth et disposent d'une armée bien entrainée et de puissants magiciens. Après l'invasion des Orcs et la destruction de la forteresse de Stormwind, Anduin Lothar conduit les survivants jusqu'au Royaume de Lordaeron. Ils rallient alors les différentes nations et races peuplant la région — les Hauts-Elfes, les Nains et les Gnomes — et parviennent à repousser la Horde puis à détruire le portail. Sous le commandement du mage Khadgar, ils parviennent ensuite à repousser une nouvelle invasion avant de se rendre sur Draenor pour détruire définitivement le portail.
Après la victoire, une période de paix s'installe sur Azeroth, mais faute d'avoir un ennemi commun, l'Alliance se fissure peu à peu. Alors que les royaumes de Lordaeron et de Quel'thalas sont envahis par les morts-vivants, une partie de l'Alliance est conduite jusqu'à Kalimdor par la magicienne Jaina Portvaillant. Sous l'égide de Medivh, celle-ci s'allie ensuite à la Horde et aux Elfes de la nuit afin de lutter contre la Légion Ardente, commandée par le démon Archimonde.
Après la chute d'Archimonde, cette nouvelle alliance ne tarde cependant pas à se fissurer, l'Alliance se retrouvant à nouveau opposée à la Horde. L'Alliance se voit ensuite renforcée par l'arrivée de nouvelles factions dont notamment les Draeneï et les Worgens. Dans World of Warcraft, l'Alliance est ainsi constituée :
- Des Humains ;
- Des Nains ;
- Des Gnomes ;
- Des Elfes de la nuit ;
- Des Hauts-Elfes ;
- Des Draeneï ;
- Des Worgens ;
- Des Pandarens Tushui ;
- Des Furbolgs ;
- Des Elfes du Vide ;
- Des Roués draeneï

#### La Légion Ardente
La Légion Ardente est une armée fondée par le titan Sargeras, qui œuvre à détruire le monde pour en construire un nouveau. Ils envoient les orcs puis le Fléau sur Azeroth pour préparer le terrain, mais sont finalement vaincus par l'Alliance et la Horde lors de la Bataille du mont Hyjal.

### Scénario

#### Warcraft: Orcs and Humans
Durant les cinquante années suivant la première incursion des Orcs à Azeroth, ces derniers ne traversent plus le portail. Cependant un de leurs chefs de guerre, d'une exceptionnelle clairvoyance, se rend compte que les Humains n'ont obtenu la victoire que grâce à l'utilisation de tactiques avancées, une organisation sans faille et une magie puissante. Il décide d'unifier la Horde et d'imposer à ses guerriers une discipline de fer. Il fait également appel aux puissants Sorciers de Draenor et décide qu'il est temps d'attaquer une nouvelle fois le royaume d'Azeroth. L'invasion provoque la chute d'Azeroth et la destruction de la forteresse de Stormwind, les survivants — guidés par Anduin Lothar — prenant la fuite par la mer en direction du Royaume de Lordaeron.

#### Warcraft II: Tides of Darkness
Les Humains tentent alors de rallier les différentes nations et races peuplant la région comme les Hauts-Elfes et les Nains dans le but de former une coalition capable de repousser la Horde. De leur côté, les Orcs ont décidé de suivre leur nouveau chef de guerre Orgrim Doomhammer à la poursuite des Humains et de partir à la conquête du Royaume de Lordaeron,. L'invasion est au départ un grand succès grâce notamment à l'aide du chef des Trolls, Zul'jin et des Ogres menés par Cho'Gall. La Horde parvient ainsi à détruire la forteresse de Stormwind avant de conquérir le Royaume des Hauts-Elfes de Quel'Thalas. Mais alors que la Horde s'apprête à envahir le dernier bastion de l'Alliance qu'est la cité magique de Dalaran, le nécromancien Gul'dan quitte la Horde avec ses troupes pour partir à la recherche du tombeau de Sargeras et Orgrim Doomhammer doit envoyer des troupes à sa recherche donnant ainsi à l'Alliance le temps qu'il lui manquait pour se regrouper. La Horde est alors repoussée jusqu'au portail d'Azeroth où a lieu une ultime bataille lors de laquelle Orgrim Doomhammer parvient à tuer Anduin Lothar sans réussir à empêcher les Humains de détruire le portail,.

#### Warcraft II: Beyond the Dark Portal
Après la destruction du portail, la forteresse de Nethergarde est construite près de l'emplacement de celui-ci afin de surveiller la faille reliant Azeroth au monde de Draenor. Les quelques Orcs restants en Azeroth ont été faits prisonniers et Draenor est à nouveau secoué par les incessantes querelles entre clans. Un des plus puissants Chaman orcs, Ner'zhul, cherche néanmoins à rétablir l'ordre et à rouvrir le portail. Pour cela, il s'allie à Grom Hellscream avec qui il parvient à mater la rébellion et à récupérer un artefact qui lui permet de rouvrir le portail vers Azeroth. La Horde parvient ensuite à détruire la forteresse de Nethergarde et lance une nouvelle invasion. Celle-ci est cependant repoussée par les forces de l'Alliance qui décident d'envoyer une armée menée par le magicien Khadgar à travers le portail afin de détruire le portail se trouvant sur Draenor. Ils prennent d'assaut la citadelle où siège Ner'zhul et Khadgar réussit à récupérer les artefacts volés par les Orcs dont il a besoin pour refermer le portail. Le portail vers Azeroth est détruit mais Khadgar et ses hommes restent coincés sur Draenor alors que celui-ci se disloque, secoué par les secousses sismiques causées par l'ouverture de nouveaux portails,.

#### Warcraft III: Reign of Chaos
Après leur défaite, les Orcs restants sur Azeroth sont emprisonnés dans des camps et perdent peu à peu leur soif de sang. Une période de paix commence alors pour l’Alliance des Humains, des Hauts-Elfes et des Nains mais celle-ci se fissure peu à peu. Un ancien esclave appelé Thrall, aidé par Grom Hellscream et Orgrim Doomhammer, parvient ainsi à lever une armée et à libérer ses congénères du joug des Humains,,. Après une rencontre avec un Prophète, celui-ci décide de conduire la Horde au travers de la grande mer jusqu'à la région oubliée de Kalimdor,.
Pendant ce temps, le prince Arthas tente de défendre le royaume de Lordaeron contre un fléau transformant les Humains en morts-vivants. Avec l'aide de la magicienne Jaina Proudmoore, il parvient à vaincre le nécromancien Kel'Thuzad puis se rend jusqu’au continent glacé de Northrend pour éliminer le fléau à sa source. Alors que Jaina conduit les Humains vers Kalimdor, Arthas découvre une épée forgée par le Roi Liche dont l'influence maléfique corrompt son âme, le poussant à retourner à Lordaeron pour tuer le roi Terenas. Corrompu par le fléau, Arthas sert ensuite le démon Tichondrius et s'attaque au royaume des Hauts-Elfes de Quel'thalas. Utilisant leur puits sacré, il ressuscite Kel'Thuzad qui lui révèle que le Roi Liche souhaite en réalité détruire la Légion Ardente et que l’ouverture du portail fait partie de son plan. De son côté, Thrall parvient à Kalimdor et part ensuite à la recherche de l'Oracle, laissant Grom Hellscream et son clan en arrière pour établir une colonie. En défrichant une forêt, celui-ci s’attire les foudres des Elfes de la nuit et de leur demi-dieu Cenarius. Pour le battre, Grom et son clan boivent l’eau d’une fontaine corrompue, retombant ainsi sous l'influence du démon Mannoroth. Après avoir retrouvé l'Oracle, Thrall parvient à purger son ami de l’influence démoniaque puis à vaincre Mannoroth, libérant définitivement les Orcs de son influence. Faisant face à l'arrivée des Orcs et des Humains puis découvrant que la Légion Ardente menace d'envahir Kalimdor, l’Elfe de la nuit Tyrande Whisperwind décide de réveiller les anciens druides elfes et de libérer Illidan Stormrage de sa prison. Ce dernier retrouve un ancien artefact lui permettant de devenir plus puissant et de tuer le démon Tichondrius. Devenu lui-même un démon, il est banni de la forêt par son frère. Le Prophète révèle alors aux Humains, aux Orcs et aux Elfes de la nuit qu’il est en fait Medivh, poussant ces derniers à s'allier pour vaincre la Légion Ardente et détruire Archimonde.

#### Warcraft III: The Frozen Throne
Après la défaite d'Archimonde, Illidan s'allie aux Nagas afin de retrouver un puissant artefact. Son ancienne gardienne, Maiev Shadowsong, parvient à l'arrêter avec l'aide de Malfurion et de Tyrande mais cette dernière se retrouve encerclée par les morts-vivants. Les deux frères s'allient alors pour la sauver, poussant Malfurion à pardonner Illidan qui s'exile sur le monde de Draenor. De leur côté, les Nagas s'allient avec les derniers Hauts-Elfes — les Elfes de sang — et leur prince Kael'thas. Ils rejoignent Illidan avec qui ils prennent le contrôle du monde de Draenor. Le démon Kil'jaeden retrouve néanmoins Illidan et lui ordonne de partir pour Northrend afin de se débarrasser définitivement du trône de glace et de Ner'zhul. Pendant ce temps, Arthas parvient à débarrasser Lordaeron des derniers rescapés de l’Alliance et se prépare à rejoindre Northrend. Il est cependant arrêté par les Seigneurs de la Légion Ardente avant de parvenir à s'enfuir. Avec l’aide de Kel'Thuzad, Arthas parvient finalement à rejoindre Northrend pour y protéger le trône de glace du Roi Liche contre les assauts d’Illidan et de ses alliés. Pour cela, Arthas est d’abord aidé par le seigneur des cryptes Anub'arak, un ancien roi, et recrute le dragon Sapphiron of the Blue Dragonflight. Après avoir traversé l’antique cité souterraine d’Azjol-Nerub, Arthas arrive finalement au trône de glace et parvient à vaincre les armées d’Illidan. Il libère alors Ner'zhul de sa prison et devient le nouveau Roi Liche. Pendant ce temps à Lordaeron, Sylvanas et ses troupes parviennent à défaire les Seigneurs de l’Effroi et à prendre le contrôle du royaume.

## Système de jeu

### Warcraft
Les trois premiers Warcraft — Warcraft: Orcs and Humans, Warcraft II: Tides of Darkness et Warcraft III: Reign of Chaos — sont des jeux vidéo de stratégie en temps réel (STR) reprenant le concept du « récolter-construire-conquérir » introduit par Westwood Studios dans Dune II,. Comme dans celui-ci, le joueur doit collecter des ressources lui permettant de construire des bases et de créer des troupes afin de combattre l'armée adverse jusqu'à obtenir la victoire. Le gameplay de Warcraft: Orcs and Humans se distingue néanmoins de celui de son modèle en transposant le jeu dans un univers médiéval-fantastique et en introduisant un mode multijoueur, ce qui est à l'époque considéré comme une évolution majeure
,. De son côté, Warcraft II se démarque de son prédécesseur grâce à un certain nombre de nouveautés dont l'apparition d'une nouvelle ressource et l'ajout d'unités navales et aériennes,. L'interface intègre également des améliorations comme la possibilité de sélectionner jusqu'à neuf unités en même temps ou l'apparition d'un brouillard de guerre empêchant le joueur de voir les unités adverses n'étant plus dans le champ de vision de ses troupes, système qui sera plus tard repris par la quasi-totalité des jeux de stratégie en temps réel,,. Son extension, Beyond the Dark Portal, ajoute ensuite une dimension « jeu de rôle » avec l'introduction de cinq héros pour chaque race disposant de caractéristiques supérieures à celles des unités standards,. Ce système est développé plus en avant dans Warcraft III dans lequel les héros peuvent évoluer en gagnant de l'expérience et disposent de pouvoir spécifique. Celui-ci introduit également, sur les différentes cartes du jeu, des créatures et des bâtiments neutres avec lesquels les héros peuvent interagir pour gagner de l’expérience ou acheter des objets ou des mercenaires,. Le jeu introduit également un cycle de jour et de nuit ayant une influence sur la partie, certaines unités pouvant par exemple devenir invisibles la nuit. En plus des Humains et des Orcs déjà présents dans les deux premiers Warcraft, deux nouvelles races font leur apparition : les Elfes de la nuit et les Morts-vivants, portant ainsi à quatre le nombre de races jouables.

### World of Warcraft
World of Warcraft est un jeu vidéo de rôle massivement multijoueur se déroulant dans l'univers développé dans les trois premiers Warcraft. Le joueur y incarne un personnage, dont il peut choisir la race et la classe, devant explorer des donjons et des environnements peuplés de monstres. En les tuant ou en accomplissant des quêtes, le personnage accumule de l'expérience et de l'équipement lui permettant de devenir plus puissant. La quantité de points d'expérience détermine en effet le niveau du personnage, chaque passage à un niveau supérieur permettant au joueur de renforcer les caractéristiques de son personnage et de débloquer de nouvelles capacités. Les joueurs peuvent explorer le monde du jeu en groupe mais aussi s'affronter dans des combats joueurs contre joueurs, seul ou en équipe.

### Hearthstone: Heroes of Warcraft
Hearthstone: Heroes of Warcraft est un jeu de cartes à collectionner en ligne, dans lequel deux joueurs s'affrontent au tour par tour. Les joueurs commencent le jeu avec une collection de cartes de base et peuvent en acquérir de nouvelles en achetant des paquets de cartes ou en les gagnant (lors de matchs).

## Développement

### Warcraft: Orcs and Humans
Si les premiers jeux incorporant des éléments de stratégie en temps réel comme Stonkers, The Ancient Art of War ou Herzog Zwei apparaissent dès les années 1980,, c'est la sortie de Dune II en 1992 qui pose définitivement les bases du genre,,. Le jeu connaît un certain succès mais aucun jeu de stratégie ne reprend les éléments de gameplay introduits par celui-ci au cours des deux années suivant sa sortie et c'est dans ce contexte que Blizzard Entertainment décide de développer Warcraft: Orcs and Humans,. D'après les développeurs, celui-ci s'inspire de Dune II et de Herzog Zwei en transposant leur système de jeu dans un univers médiéval-fantastique,. Le jeu a été développé au siège social de Blizzard Entertainment à Costa Mesa par une équipe d'environ 25 personnes.

### Warcraft II
En raison du succès de Warcraft: Orcs and Humans sorti en novembre 1994, Blizzard Entertainment commence à travailler sur les graphismes de sa suite dès janvier 1995. Le développement commence réellement en février et Chris Metzen, qui avait notamment travaillé sur les illustrations du manuel du titre précédent, est nommé designer après avoir travaillé sur une ébauche de synopsis,. Le jeu est annoncé dès le 27 mars 1995, pour une sortie prévue en décembre 1995, dans un communiqué qui décrit déjà précisément le contenu du jeu comme la possibilité de combats aériens et navals. Du fait d’un budget relativement serré, Blizzard Entertainment ne dispose que d’un délai très court pour le développement. Le jeu est ainsi développé en seulement 10 mois, performance que l’équipe explique par le fait que le succès du premier Warcraft leur avait permis de recruter de très bons développeurs en plus de l'équipe déjà en place, portant le nombre d’employés du studio à environ 40 personnes,,.

### Warcraft Adventures: Lord of the Clans
Le développement du jeu a commencé quelques mois après la sortie de Warcraft II: Beyond the Dark Portal. Du fait de son expérience dans le domaine, le studio Animation Magic était chargé de l’animation, des artworks, de la programmation du moteur du jeu et de l’incorporation des effets sonores alors que de son côté, Blizzard Entertainment s’occupait du design, de la trame du jeu et de l’enregistrement des effets sonores. Après un peu plus d’un an de développement, les aspects techniques du jeu et une grande partie du contenu comme les énigmes, le doublage ou les animations sont quasiment terminés. Blizzard Entertainment doute néanmoins du jeu et recrute alors le créateur des jeux vidéo A Mind Forever Voyaging et The Hitchhiker's Guide to the Galaxy - Steve Meretzky – comme spécialiste du design afin d’aider à retravailler les différentes énigmes et à améliorer la cohésion de celles-ci avec le scénario. Meretzky passe alors deux semaines à travailler avec l’équipe de développement du jeu à l’issue desquelles il est décidé que certaines séquences du jeu doivent être réécrites ce qui implique du travail supplémentaire au niveau des animations et du doublage. Cependant, alors que l’Electronic Entertainment Expo de 1998 approche, Blizzard Entertainment s’inquiète que les changements proposés retardent une nouvelle fois la sortie du jeu. Fin 1997, LucasArts a en effet publié Monkey Island III et a déjà annoncé son prochain titre - Grim Fandango – qui disposera d’un moteur 3D. Le producteur du jeu Bill Roper déclarera plus tard que face à cela, Warcraft Adventures paraissait « en retard de 3 ans » et le jeu est donc annulé quelques jours avant l’E3,.

### Warcraft III
L'équipe de Blizzard Entertainment commence à réfléchir à la suite de Warcraft II dès la fin du développement de StarCraft. La programmation d'un nouveau moteur graphique commence dès avril 1998 et l'équipe au complet commence à travailler sur le jeu dès le 1er janvier 1999. Celui-ci est annoncé le 7 septembre 1999 lors de l’European Computer Trade Show à Londres. Warcraft III est alors présenté comme un jeu de rôle stratégique en trois dimensions mélangeant le système de jeu des précédents Warcraft avec celui de Diablo et mettant l'accent sur l'action plus que sur le développement d'une base,. Ainsi, la vue du dessus de Warcraft II a disparu au profit d'une vue centrée sur les héros comme dans un jeu d'action. Le joueur ne contrôle plus une armée mais un groupe de héros et les unités qui leur sont rattachées et les combats se déroulent à une échelle plus réduite, n'impliquant jamais plus de 20 unités.
Comme dans la version finale du jeu, les héros gagnent de l'expérience leur permettant d'apprendre de nouvelles capacités. D'après Rob Pardo, le scénario du jeu doit faire suite à celui de Warcraft Adventures: Lord of the Clans et le personnage de Thrall tient déjà un rôle prépondérant dans l'histoire en redonnant sa liberté et sa dignité à la Horde. Le jeu est présenté comme étant déjà jouable et Blizzard Entertainment prévoit une sortie pour fin 2000 en précisant que six factions différentes seront jouables. Néanmoins, seules trois d'entre elles ont déjà été présentées : les Orcs, les Humains et les Démons,,. Dans la version présentée début 2000, le concept reste inchangé. Trente personnes travaillent alors sur le jeu et Blizzard Entertainment prévoit sa sortie pour novembre de la même année. En avril, une nouvelle faction est annoncée : les Morts-vivants,. L'équipe de développement se rend compte dans les mois qui suivent que cette première mouture ne correspond pas à leurs attentes et Blizzard Entertainment fait alors évoluer le jeu pour se recentrer sur un concept plus proche des jeux de stratégie en temps réel classiques,,,. Ainsi, dans la version du jeu présentée lors de l'European Computer Trade Show en septembre 2000, l'action n'est plus centrée sur les héros et le jeu se joue en vue du dessus. Les héros gardent néanmoins une certaine importance et Blizzard Entertainment présente les différentes caractéristiques déterminant la puissance de ceux-ci : la force, l'agilité et l'intelligence. En décembre, Blizzard annonce la cinquième faction du jeu, les Elfes de la nuit, mais ils renoncent à faire des Démons une race jouable peu de temps après. Ceux-ci sont en effet jugés trop puissants, ce qui les rend impossible à équilibrer pour le mode multijoueur,. Le 1er février 2001, le jeu prend officiellement le nom de WarCraft III: Reign of Chaos.

## Accueil

### Ventes
Malgré la publication d'une version de démonstration durant l'été 1994, le succès de Warcraft: Orcs and Humans n'est pas immédiat et il faut attendre plusieurs mois avant que la presse spécialisée ne s'y intéresse vraiment. Les ventes augmentent néanmoins peu à peu jusqu'à dépasser largement celles des précédents titres développés par Blizzard Entertainment comme The Lost Vikings ou Rock N' Roll Racing. En 1995 il se classe ainsi parmi les 20 titres sur CD les plus vendus toutes catégories confondues,.
Bénéficiant du succès de son prédécesseur, Warcraft II: Tides of Darkness connaît dès sa sortie un important succès critique et commercial. Le site web GameRankings lui accorde par exemple un score de 95 % et c'est un des premiers jeux sur PC à dépasser le million de titres vendus. Ce succès permet à Blizzard Entertainment de rapidement s'élever au niveau des meilleurs développeurs de jeux vidéo. En 1996, le jeu est numéro un des ventes de jeux sur PC et avant la sortie de Warcraft II: Battle.net Edition en 1999, le jeu s'est déjà vendu à plus de deux millions d'exemplaires,.
Anticipant un succès similaire pour le troisième volet de la série, Blizzard Entertainment met plus de 4,4 millions de copies de Warcraft III: Reign of Chaos en vente le jour de sa sortie. Le succès est au rendez-vous, le jeu se vendant à un million d'exemplaires en moins d'un mois, dépassant Diablo II et son extension, et devenant ainsi le jeu PC le plus rapidement vendu de tous les temps. Le 29 mai 2003, Blizzard Entertainment annonce avoir vendu plus de 3 millions d'exemplaires de Warcraft III: Reign of Chaos. Comme le jeu original, The Frozen Throne connait immédiatement un grand succès commercial avec plus d’1 million de copies vendues moins de deux mois après sa sortie. D'après Blizzard Entertainment, le jeu a depuis dépassé les 3,5 millions de copies vendues.
World of Warcraft est numéro un des ventes de jeu vidéo sur PC en 2005 et 2006. Le 22 janvier 2008, World of Warcraft dépasse les dix millions d'abonnés dans le monde, dont plus de 2 millions en Europe, plus de 2,5 millions en Amérique du Nord et environ 5,5 millions en Asie. À son apogée en octobre 2010, le jeu compte 12 millions d'abonnés.

## Postérité

### Influences
Les créateurs des studios Blizzard et notamment Chris Metzen ont maintes fois cité l'univers de Donjons et Dragons comme source d'inspiration pour l'univers de Warcraft, et par extension les oeuvres de Tolkien qui ont de la même manière grandement influencé le jeu de rôle sur table.
En outre, plusieurs parallèles entre l'univers de Warhammer et les jeux de Blizzard (y compris Warcraft, mais à fortiori Starcraft) sont mutuellement assumés. Les équipes de Blizzard comme celles de Games Workshop ont ainsi plusieurs fois admis s'inspirer mutuellement.

### Produits dérivés

#### Romans et nouvelles
Warcraft
- Warcraft: Of Blood and Honor (2001) de Chris Metzen
- Le Jour du dragon, Fleuve noir, 2001 ((en) Day of the Dragon, 2001) par Richard A. Knaak
- Le Chef de la rébellion, Panini, 2003 ((en) Lord of the Clans, 2001) par Christie Golden
- Le Dernier Gardien, Panini, 2003 ((en) The Last Guardian, 2002) par Jeff Grubb (en)
- Série La Guerre des Anciens
  1. Le Puits d'éternité, Fleuve noir, 2005 ((en) The Well of Eternity, 2004) par Richard A. Knaak
  2. L'Âme du dragon, Fleuve noir, 2005 ((en) The Demon Soul, 2004) par Richard A. Knaak
  3. L'Apocalypse, Fleuve noir, 2006 ((en) The Sundering, 2005) par Richard A. Knaak
- War of the Ancients Archive
- Warcraft Archive (2006)
- Durotan, Panini, 2016 ((en) Durotan, 2016) par Christie Golden
- Warcraft, Panini, 2016 ((en) Warcraft, 2016) par Christie Golden

World of Warcraft
- Le Cycle de la haine, Panini, 2010 ((en) Cycle of Hatred, 2006) par Keith DeCandido (en)
- L'Ascension de la Horde, Panini, 2011 ((en) Rise of the Horde, 2007) par Christie Golden
- L'Heure des ténèbres, Panini, 2011 ((en) Tides of Darkness, 2007) par Aaron Rosenberg
- Au-delà de la porte des ténèbres, Panini, 2012 ((en) Beyond the Dark Portal, 2008) par Aaron Rosenberg et Christie Golden
- La Nuit du dragon, Panini, 2012 ((en) Night of the Dragon, 2008) par Richard A. Knaak
- Arthas : L'Ascension du Roi-Liche, Panini, 2010 ((en) Arthas: The Rise of the Lich King, 2009) par Christie Golden
- Hurlorage, Panini, 2011 ((en) Stormrage, 2010) par Richard A. Knaak
- L'Effondrement : Prélude au cataclysme, Panini, 2010 ((en) The Shattering: Prelude to Cataclysm, 2010) par Christie Golden
- Thrall : Le Crépuscule des aspects, Panini, 2011 ((en) Thrall: Twilight of the Aspects, 2011) par Christie Golden
- Cœur de loup, Panini, 2011 ((en) Wolfheart, 2011) par Richard A. Knaak
- Jaina Portvaillant : Le Déferlement, Panini, 2012 ((en) Jaina Proudmoore: Tides of War, 2012) par Christie Golden
- Vol'jin : Les Ombres de la Horde, Panini, 2013 ((en) Vol'jin: Shadows of the Horde, 2013) par Michael A. Stackpole
- L'Aube des aspects, Panini, 2014 ((en) Dawn of the Aspects, 2013) par Richard A. Knaak
- Crimes de guerre, Panini, 2014 ((en) War Crimes, 2014) par Christie Golden
- Illidan, Castelmore, 2016 ((en) Illidan, 2016) par William King
- Avant la tempête, Bragelonne, 2018 ((en) Before the Storm, 2018) par Christie Golden

#### Comics
- World of Warcraft (2007 – 2009)
- World of Warcraft: Ashbringer (2008 – 2009)
- World of Warcraft: Curse of the Worgen (2012)
- World of Warcraft: Pearl of Pandaria (2012)
- World of Warcraft: Dark Riders (2013)
- World of Warcraft: Bloodsworn (2013)

#### Mangas
- Warcraft: The Sunwell Trilogy (2005 - 2007) de Richard A. Knaak et Kim Jae-hwan (traduction française : Warcraft : Le Puits solaire)
  - Dragon Hunt (traduction française : La Chasse au dragon)
  - Shadows of Ice (traduction française : Les Ombres de glace)
  - Ghostlands (traduction française : Les Terres fantômes)
- Warcraft: Legends (2008 – 2009)
- World of Warcraft: Death Knight (2009)
- World of Warcraft: Mage (2010)
- World of Warcraft: Shaman (2010)
- World of Warcraft: Shadow Wing
  - The Dragons of Outland (2010)
  - Nexus Point (2011)

#### Jeux de société
- Warcraft (2003) conçu par Kevin Wilson, édité par Fantasy Flight Games
- World of Warcraft (2005) édité par Fantasy Flight Games
- Small World of Warcraft (2020) édité par Days of Wonder

#### Jeux de rôle
- Warcraft (2003) : La première édition est un supplément à Donjons et Dragons version 3 (il faut le livre du joueur pour l’utiliser).
- World of Warcraft: The Role Playing Game : Il s’agit de la deuxième édition du jeu cité plus haut, les compléments de la première édition sont toujours utilisables mais cette fois le jeu est plus complet et peut être joué sans les livres de Donjon et Dragons. Il intègre toutes les facettes que l’on peut retrouver sur le jeu en ligne et même des portions inédites ou à venir.

#### Film
- Warcraft : Le Commencement (2016) réalisé par Duncan Jones

#### Sources primaires
- (en) Bill Roper, Warcraft : Orcs and Humans : Manual, Blizzard Entertainment, 1994, 89 p. (lire en ligne).
- (en) Blizzard Entertainment, Warcraft II: Battle.net Edition : Manual, Blizzard Entertainment, 1999, 96 p. (lire en ligne).
- (en) Blizzard Entertainment, Warcraft III: Reign of Chaos : Manual, Blizzard Entertainment, 2002, 92 p. (lire en ligne).
- (en) Aaron S. Rosenberg et Christie Golden, World of Warcraft : Beyond the Dark Portal, Pocket Books, 24 juin 2008 (ISBN 978-1-4165-5086-0)
- Aaron S. Rosenberg (trad. de l'anglais par Jérôme Vessière), L'heure des ténèbres, Saint-Laurent-du-Var, Panini Books, coll. « Books Poche », 2011, 308 p. (ISBN 978-2-8094-1745-6)
- Christie Golden (trad. Paul Benita), Le chef de la Rébellion, Fleuve noir, coll. « Warcraft », 2003 (ISBN 978-2-265-07475-0).

#### Sources secondaires
- Arnaud Chaudron, Didier Couly, Viviane Fitas et al., Joystick n°138 : Supplément Warcraft III, HDP, juin 2002, 31 p.